# Sfera (romanzo)
Sfera (Sphere) è un romanzo di fantascienza di Michael Crichton, pubblicato nel 1987.
Il romanzo parte come un racconto di fantascienza, ma si trasforma rapidamente in un thriller psicologico e un viaggio nel subconscio umano.
Nel 1998 uscì l'omonimo film diretto da Barry Levinson, con Dustin Hoffman, Samuel L. Jackson e Sharon Stone.

## Trama
Il dottor Norman Johnson è uno psicologo che è solitamente chiamato dalle autorità quando avviene un disastro aereo, per analizzare ed aiutare i sopravvissuti sotto shock.
Anche quando viene trasportato in gran segreto in elicottero su una nave della Marina militare americana in mezzo all'Oceano Pacifico è convinto di essere stato chiamato per i soliti motivi. Giunto a destinazione, però, viene a sapere che è stato scelto per una sua vecchia relazione riguardo alla possibilità d'incontro di forme di vita extraterrestri. Sul fondo dell'oceano, infatti, non è stato trovato alcun relitto aereo, bensì un'astronave di dubbia provenienza, presumibilmente aliena. Sotto la superficie, a trecento metri di profondità, è stato allestito dalla Marina un habitat che permette ad un essere umano di vivere sott'acqua nonostante la fortissima pressione. Norman, insieme ad altri quattro scienziati (indicati da lui stesso nella sua relazione) e a cinque ufficiali della Marina, è incaricato di scendere presso la base subacquea per esplorare ed esaminare l'astronave.
All'interno di quest'ultima il gruppo scopre - con grande stupore - che essa non proviene da una civiltà aliena, bensì dagli Stati Uniti del futuro, attraverso un buco nero.
La squadra di ufficiali e scienziati trovano anche una strana costruzione sferica di grandi dimensioni e di chiare origini extraterrestri, apparentemente impossibile da aprire.
Quando però il matematico Harry Adams riesce ad entrare dentro alla sfera, una misteriosa forma di vita intelligente, che si fa chiamare Jerry, inizia a comunicare attraverso i monitor dell'habitat e misteriosi animali marini come meduse, gamberi, serpenti e gorgonie si materializzano nell'ambiente intorno alla base sottomarina, fino a quel momento deserta. Quando poi ad apparire è un calamaro gigante, la situazione si fa veramente difficile.

## Edizioni in italiano
- Michael Crichton, Sfera, traduzione di Ettore Capriolo, Milano, Garzanti, 1987.